# Forum Duisburg
Het Forum Duisburg is een overdekt winkelcentrum in de binnenstad van Duisburg. Het centrum werd 18 september 2008 geopend en heeft een oppervlakte van 57.000 m². 
De hoofdingang van het centrum is gelegen aan de Königstrasse (noordzijde). Aan de oostzijde grenst het centrum aan de Tonhallenstrasse, aan de westzijde aan de Claubergstrasse. Aan de zuidzijde grenst het aan reeds bestaande bebouwing en de Lenzmanstrasse. Via de Lenzmannstrasse is de parkeergarage met 600 parkeerplaatsen bereikbaar. Het centrum is ontworpen als drie gebouwen die verbonden zijn met een rondlopende winkelstraat. De winkelstraten hebben veel daglichttoetreding door de glazen lichtstraten.
Onder de belangrijkste huurders zijn C & A, warenhuis Galeria en Saturn. De winkels en horeca zijn verdeeld over vier verdiepingen: een kelder, begane grond en twee verdiepingen. Een belangrijk kenmerk van het centrum is de gouden ladder bij de hoofdingang. De ladder, bedekt met bladgoud, is 54 meter hoog, waarvan 35 meter uit het dak steekt.
Het centrum is ontwikkeld door Multi Development voor een bedrag van circa € 210 miljoen. Het ontwerp voor het Forum Duisburg is van de architectenbureaus Chapman Taylor en Ortner & Ortner Baukunst.
Het centrum werd als eerste winkelcentrum op het Europese vasteland BREEAM gecertificeerd.
In 2010 verkocht Multi Development het centrum aan het Nederlandse Corio. Corio fuseerde in 2014 met Klépierre, de huidige eigenaar. 